# Grote Saleghemgeul
De Grote Saleghemgeul aan de rand van Meerdonk is de grootste plas uit het Saleghem Krekengebied. Langs deze kreek beheert Natuurpunt diverse percelen. De knotwilgen, in rijen aangeplant langs het water, zijn kenmerkend voor de Wase polder en het Saleghem Krekengebied.

## Rolstoelwandelpad
De Grote Saleghemgeul is gelegen aan een lusvormig wandelpad van 5,6 km lang, geschikt voor rolstoelen en kinderwagens. Het loopt over dijken en polderweggetjes. Het is bewegwijzerd. Ter hoogte van de Grote Saleghegeul zijn er rustbanken van waaruit je een mooi overzicht hebt op de kreek.